# Liste des Premiers ministres d'Eswatini
Le Premier ministre d'Eswatini est le chef du gouvernement du royaume d'Eswatini depuis 1967.

## Liste
| N° | Portrait | Nom                           | Mandat            | Mandat            | Parti           |
| -- | -------- | ----------------------------- | ----------------- | ----------------- | --------------- |
| 1  |          | Makhosini Dlamini (1914-1978) | 16 mai 1967       | 31 mars 1976      | INM/Indépendant |
| 2  |          | Maphevu Dlamini (1922-1979)   | 31 mars 1976      | 25 octobre 1979   | Indépendant     |
| -  |          | Ben Nsibandze (intérim)       | 25 octobre 1979   | 23 novembre 1979  | Indépendant     |
| 3  |          | Mabandla Dlamini              | 23 novembre 1979  | 25 mars 1983      | Indépendant     |
| 4  |          | Bhekimpi Dlamini              | 25 mars 1983      | 6 octobre 1986    | Indépendant     |
| 5  |          | Sotsha Dlamini                | 6 octobre 1986    | 12 juillet 1989   | Indépendant     |
| 6  |          | Obed Dlamini                  | 12 juillet 1989   | 25 octobre 1993   | Indépendant     |
| -  |          | Andreas Fakudze (intérim)     | 25 octobre 1993   | 4 novembre 1993   | Indépendant     |
| 7  |          | Jameson Mbilini Dlamini       | 4 novembre 1993   | 8 mai 1996        | Indépendant     |
| -  |          | Sishayi Nxumalo               | 8 mai 1996        | 26 juillet 1996   | Indépendant     |
| 8  |          | Barnabas Sibusiso Dlamini     | 26 juillet 1996   | 29 septembre 2003 | Indépendant     |
| -  |          | Paul Shabangu (intérim)       | 29 septembre 2003 | 26 novembre 2003  | Indépendant     |
| 9  |          | Themba Dlamini                | 26 novembre 2003  | 18 septembre 2008 | Indépendant     |
| -  |          | Bheki Dlamini (intérim)       | 18 septembre 2008 | 23 octobre 2008   | Indépendant     |
| 10 |          | Barnabas Sibusiso Dlamini     | 23 octobre 2008   | 14 septembre 2018 | Indépendant     |
| -  |          | Vincent Mhlanga (intérim)     | 14 septembre 2018 | 28 octobre 2018   | Indépendant     |
| 11 |          | Ambrose Mandvulo Dlamini      | 28 octobre 2018   | 13 décembre 2020  | Indépendant     |
| -  |          | Themba N. Masuku (Intérim)    | 13 décembre 2020  | 16 juillet 2021   | Indépendant     |
| 12 |          | Cleopas Dlamini               | 16 juillet 2021   | 28 septembre 2023 | Indépendant     |
| -  |          | Mgwagwa Gamedze (intérim)     | 28 septembre 2023 | 6 novembre 2023   | Indépendant     |
| 13 |          | Russell Dlamini               | 4 novembre 2023   | en fonction       | Indépendant     |